# العلاقات الكوستاريكية اللبنانية
العلاقات الكوستاريكية اللبنانية هي العلاقات الثنائية التي تجمع بين كوستاريكا ولبنان.

## مقارنة بين البلدين
هذه مقارنة عامة ومرجعية للدولتين:
| وجه المقارنة                                              | كوستاريكا                                 | لبنان                                                                |
| --------------------------------------------------------- | ----------------------------------------- | -------------------------------------------------------------------- |
| المساحة (كم2)                                             | 51.10 ألف                                 | 10.45 ألف                                                            |
| عدد السكان (نسمة)                                         | 4.91 مليون                                | 6.10 مليون                                                           |
| الكثافة السكانية (ن./كم²)                                 | 96.09                                     | 583.73                                                               |
| العاصمة                                                   | سان خوسيه                                 | بيروت                                                                |
| اللغة الرسمية                                             | اللغة الإسبانية                           | اللغة العربية، لغة فرنسية                                            |
| العملة                                                    | كولون كوستاريكي                           | ليرة لبنانية                                                         |
| الناتج المحلي الإجمالي (بليون دولار)                      | 57.06 مليار                               | 51.84 مليار                                                          |
| الناتج المحلي الإجمالي (تعادل القوة الشرائية) بليون دولار | 74.98 مليار                               | 81.54 مليار                                                          |
| الناتج المحلي الإجمالي الاسمي للفرد دولار أمريكي          | 11.26 ألف                                 | 8.05 ألف                                                             |
| الناتج المحلي الإجمالي للفرد دولار أمريكي                 | 14.92 ألف                                 | 17.46 ألف                                                            |
| مؤشر التنمية البشرية                                      | 0.766                                     | 0.769                                                                |
| رمز المكالمات الدولي                                      | +506                                      | +961                                                                 |
| رمز الإنترنت                                              | .cr، قائمة نطاقات المستوى الأعلى للإنترنت | .lb                                                                  |
| المنطقة الزمنية                                           | 00                                        | ت ع م+02:00، ت ع م+03:00، توقيت شرق أوروبا، توقيت شرق أوروبا الصيفي ‏ |

## منظمات دولية مشتركة
يشترك البلدان في عضوية مجموعة من المنظمات الدولية، منها:
| علم المنظمة | اسم المنظمة                               | تاريخ انضمام كوستاريكا | تاريخ انضمام لبنان |
| ----------- | ----------------------------------------- | ---------------------- | ------------------ |
|             | الاتحاد الدولي للاتصالات                  | 13 سبتمبر 1932         | 12 يناير 1924      |
|             | المركز الدولي لتسوية المنازعات الاستشارية | 27 مايو 1993           | 25 أبريل 2003      |
|             | مؤسسة التنمية الدولية                     | 30 يونيو 1961          | 10 أبريل 1962      |
|             | منظمة حظر الأسلحة الكيميائية              | ?                      | ?                  |
|             | يونسكو                                    | 19 مايو 1950           | 4 نوفمبر 1946      |
|             | الأمم المتحدة                             | 2 نوفمبر 1945          | 24 أكتوبر 1945     |
|             | وكالة ضمان الاستثمار متعدد الأطراف        | 8 فبراير 1994          | 19 أكتوبر 1994     |
|             | البنك الدولي للإنشاء والتعمير             | 8 يناير 1946           | 14 أبريل 1947      |
|             | الاتحاد البريدي العالمي                   | ?                      | ?                  |
|             | مؤسسة التمويل الدولية                     | 20 يوليو 1956          | 28 ديسمبر 1956     |
|             | منظمة الشرطة الجنائية الدولية             | ?                      | ?                  |

## وصلات خارجية
- موقع وزارة الخارجية الكوستاريكية